# Arara-de-santa-cruz
A arara-de-santa-cruz (nome científico: Ara autocthones) é uma espécie extinta de arara conhecida apenas por subfósseis. Restos da ave foram encontrados em Porto Rico e na ilha de Santa Cruz (ou Saint Croix) no Caribe. Ela foi descrita cientificamente em 1937 pelo paleontólogo norte-americano Alexander Wetmore, que se baseou apenas num único osso subfóssil descoberto por L. J. Korn três anos antes. O material, um tibiotarso (osso da perna), foi achado num sambaqui de um sítio arqueológico indígena em Santa Cruz. A segunda amostra foi descrita por Storrs Olson e Máiz López com base em vários ossos dos membros e do ombro escavados de um local similar em Porto Rico. Um possível terceiro espécime de Montserrat foi reportado.
A espécie era uma das duas araras de médio porte do Caribe; a outra, menor, é a arara-vermelha-de-cuba (também extinta). Seus ossos possuem características que os diferem do dos papagaios, bem como de outras araras de tamanho similar, mas geograficamente distantes, como a arara-azul-de-lear e a arara-de-garganta-azul. A área de distribuição natural é desconhecida porque papagaios eram regularmente transportados entre as ilhas caribenhas pelos indígenas. Tal como outras espécies de araras do Caribe, acredita-se que a extinção da arara-de-santa-cruz esteja ligada à chegada dos seres humanos na região.

## Etimologia
O paleontólogo norte-americano Alexander Wetmore batizou a espécie de autocthones, termo que tem origem no grego antigo autochthōn (αὐτός—autos "próprio" e χθών—chthōn "terra") que quer dizer "nascido na terra". Um versão alternativa com erro ortográfico é autochthones. Erros de ortografia de um nome científico são denominados lapsus (falha ortográfica acidental). Um equívoco evidente na publicação original contendo a descrição de uma espécie pode ser corrigida por uma "correção" posterior, desde que tenha uma justificativa adequada.
O nome popular da ave em língua portuguesa é arara-de-santa-cruz, e nos países anglófonos é conhecida como Saint Croix macaw, em referência à ilha Saint Croix (Santa Cruz).

## Taxonomia
Wetmore classificou a arara-de-santa-cruz no gênero Ara baseado num único tibiotarso, uma colocação confirmada por Storrs Olson após reexaminar o osso. A descoberta de vários ossos de um segundo exemplar por Maiz López em Porto Rico confirmou este posicionamento. A arara-de-santa-cruz se distingue de outras araras por causa do tamanho intermediário do tibiotarso e carpometacarpo. Olson e Máiz López determinaram que o tamanho da espécie é comparável apenas ao de araras que estão geograficamente distantes, como a arara-azul-de-lear (Anodorhynchus leari) do Brasil e a arara-de-garganta-azul (Ara glaucogularis) da Bolívia. A análise cuidadosa feita por eles sobre esses e outros ossos mostrou aspectos distintos relevantes dos encontrados naquelas espécies, particularmente no gênero Anodorhynchus. Com base nessa conclusão, os especialistas de um modo geral reconhecem a Ara autocthones como uma espécie válida.
A arara-de-santa-cruz e seu "primo" menor, a arara-vermelha-de-cuba (Ara tricolor), são as duas únicas espécies de arara do Caribe que foram descritas com base em restos físicos. Além disso, sete espécies hipotéticas extintas de araras de várias ilhas do Caribe foram descritas com base apenas em relatos escritos. Das espécies hipotéticas, a que habitava uma área geográfica mais próxima era a Ara guadeloupensis, da ilha de Guadalupe. De acordo com Wetmore, as afinidades taxonômicas com essas espécies hipotéticas extintas são desconhecidas. Em 2015, foi encontrado um osso na ilha Marie-Galante, parte do arquipélago de Guadalupe, que pode ter pertencido a Ara guadeloupensis, sendo assim a provável primeira evidência física da existência desta espécie.

## Descrição
O tibiotarso esquerdo subfóssil (holótipo, USNM 483530) descrito por Wetmore era de uma ave imatura, mas completamente crescida. Wetmore descreveu o osso como semelhante ao tibiotarso da Ara tricolor, com uma largura transversal maior, porém mais fino em comparação com araras maiores. As proporções mais esbeltas do osso e cristas mais alongadas junto a extremidade proximal distingue a espécie dos papagaios do gênero Amazona.

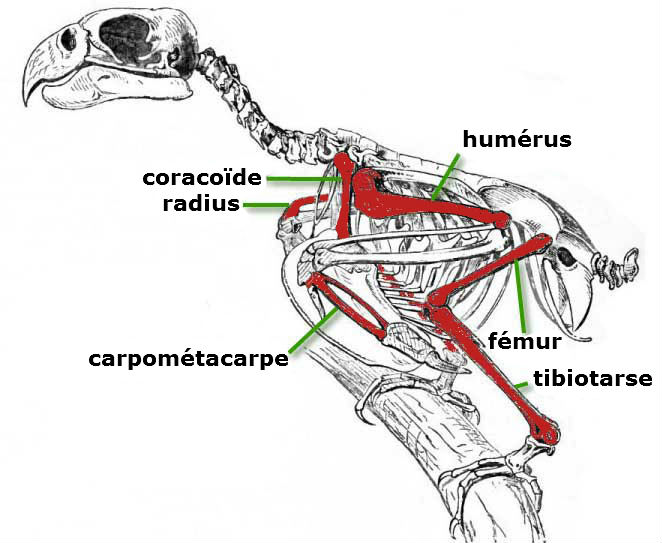
Desenho do esqueleto de uma espécie desconhecida de papagaio por Richard Lydekker. Os subfósseis encontrados da arara-de-santa-cruz são fragmentos dos ossos em vermelho.

Os ossos encontrados por Máiz López (USNM 448344) incluem o coracoide esquerdo (faltando uma porção da cabeça do osso), as extremidades proximal e distal do úmero esquerdo, a extremidade proximal do rádio direito, o carpometacarpo esquerdo (faltando um metacarpo), o fêmur esquerdo (faltando a extremidade distal), o tibiotarso direito (faltando parte da superfície articular proximal), e o fragmento proximal e a porção distal gasta do tibiotarso esquerdo.
Olson e Máiz López examinaram os ossos e mostraram que eles diferiam dos ossos dos papagaios do gênero Amazona. O tibiotarso tem um côndilo interno (saliência arredondada na extremidade de um osso) mais estreito e uma distintiva crista cnemial interior (um cume na parte da frente da cabeça) que é mais aguçada e estende-se ainda mais proximalmente. O carpometacarpo é proporcionalmente muito maior, com um processo no metacarpo alular que não é curvo proximalmente. O fêmur tem uma cabeça proporcionalmente maior, enquanto o processo ectepicondilar (uma elevação óssea) e a inserção do músculo pronator brevis (um dos dois músculos de pronação da asa) no úmero são mais proximais. O coracoide alongado tem um eixo relativamente estreito e o lábio ventral da faceta glenoidal (equivalente a cavidade glenoidal dos mamíferos) é mais saliente.
Os autores também mostraram que a arara-de-santa-cruz está dentro do mesmo intervalo de tamanho da arara-de-garganta-azul e da arara-azul-de-lear. O comprimento do tibiotarso é menor do que o da arara-de-garganta-azul, porém maior que o da arara-azul-de-lear, enquanto que os comprimentos do coracoide, carpometacarpo, e fêmur são menores. Além do tamanho, eles observaram que a fixação da cintura escapular no úmero é menos escavada, enquanto o sulco intertubercular (sulco que separa as duas partes da cabeça do úmero) é mais largo; a cabeça do fêmur é mais maciça e quando o osso é visto do lado posterior, é mais escavado sob a cabeça, pescoço e trocânter. Além disso, o eixo mais robusto do fêmur o distingue do da arara-azul-de-lear, e o tibiotarso é mais robusto com uma extremidade distal alargada.

## Distribuição
Ossos da espécie foram encontrados em duas ilhas do Caribe: Saint Croix e Porto Rico. Na primeira, o material foi escavado num sítio arqueológico de uma aldeia indígena pré-colombiana, perto do Cabo Southwest e do atual povoado de Concordia. Os ossos de Porto Rico foram achados numa aldeia no interior da ilha que pertencia aos índios da cultura Saladoide, situada na margem oriental do rio Bucaná, a nordeste da atual cidade de Ponce. A terceira possível localização é Montserrat, onde um coracoide quase completo foi escavado (UF 4416). O osso deste espécime é ligeiramente menor do que o do exemplar de Porto Rico, e, portanto, pode estar dentro do tamanho esperado de uma arara-vermelha-de-cuba (Ara tricolor); por conta dessa dúvida, ele não foi apontado como pertencente a nenhuma das duas espécies.
Embora a arara só tenha sido encontrada em Saint Croix e Porto Rico, em ambos os casos foi recuperada a partir de sítios de aldeias indígenas. Williams e Steadman consideram possível que a espécie pode ter sido nativa de Saint Croix, mas Olson e Máiz López acreditam que isto é improvável, ressaltando que os papagaios, importantes para os povos indígenas, certamente eram transportados de uma ilha para outra. Este fluxo de aves entre as diversas ilhas torna difícil determinar com precisão as origens geográficas naturais das araras, especialmente aquelas que são conhecidas apenas a partir de subfósseis achados na região das Índias Ocidentais.

## Extinção
A extinção de aves no Caribe ocorreu durante três períodos. O primeiro esteve ligado ao aumento do nível do mar após o final da última idade do gelo. O segundo período de extinção está relacionado à chegada dos povos ameríndios, enquanto o terceiro período de extinção está ligado à chegada dos europeus. Embora as causas exatas do desaparecimento da arara-de-santa-cruz sejam desconhecidas, é provável que haja uma relação com a chegada dos seres humanos na região. A presença dos ossos em sambaquis sugere que a espécie foi caçada para servir de alimento para os nativos. Os ossos encontrados por Máiz López foram datados em cerca de 300 d.C., o que implica que a extinção da arara-de-santa-cruz ocorreu depois disso.

## Contexto arqueológico
A espécie foi descrita originalmente pelo norte-americano Alexander Wetmore com base no material escavado em 1934 por L. J. Korn. Os resquícios foram encontrados num sambaqui pré-colombiano ameríndio próximo de Concordia, na ilha de Saint Croix. Wetmore não especificou a idade do osso.
Em 1987, Máiz López encontrou vários ossos de uma única ave no sítio arqueológico Hernández Colón, que fica na margem oriental do rio Bucaná, no centro-sul de Porto Rico. O sítio arqueológico na encosta sul semi-árida é uma aldeia pré-colombiana da cultura Saladoide, de aproximadamente 15 mil metros quadrados, situado em um terraço aluvial. O cientista encontrou os ossos num sambaqui na camada que correspondeu com a base e início da fase Pomarrosa, que é estilisticamente relacionada com o estilo de cerâmica Hacienda Grande que vigorou entre cerca 200 a.C. a 400 d.C. A datação por radiocarbono de amostras de carvão indicam que a fase Pomarrosa começou localmente em torno de 300 d.C.